# Pan-Europäischer Regionalrat
Der Pan-Europäische Regionalrat (PERR), englisch: Pan-European Regional Council (PERC) ist die Untergliederung des Internationalen Gewerkschaftsbundes (IGB) für Europa (in einem sehr weit gefassten Sinn – s. u.). Er ist sehr eng mit dem Europäischen Gewerkschaftsbund (EGB) verflochten.

## Geschichte
Bei Gründung des IGB (2006 durch Zusammenschluss des IBFG und des WVA sowie einiger bisher keinem Weltverband angehörender nationaler Gewerkschaftsbünde) existierte der EGB bereits als eigenständige Organisation,
- dessen Mitgliedschaft sich weitgehend mit der des IGB überschnitt,
- dessen Organisationsbereich sich aber nicht auf ganz Europa erstreckte (sondern Gewerkschaftsbünde aus der EU-Mitglieds- und -Beitrittsländern und der EFTA umfasste).

Deshalb wurde am 19. März 2007 in Rom der PERR gegründet – "vor allem auf Drängen der osteuropäischen Gewerkschaften (allen voran der russischen FNPR), die nicht Mitglied des EGB sind.
Die vierte Generalversammlung des PERR fand im Dezember 2019 statt.

## Organisationsbereich
Im Unterschied zum EGB, dessen Organisationsbereich sich auf die EU-Mitgliedsländer und -Beitrittskandidaten beschränkt, gehören dem PERR laut Satzung die IGB-Mitgliedsorganisationen aus folgenden Ländern an: